# ThyssenKrupp CSA
Koordinaten: 22° 54′ 36″ S, 43° 44′ 24″ W

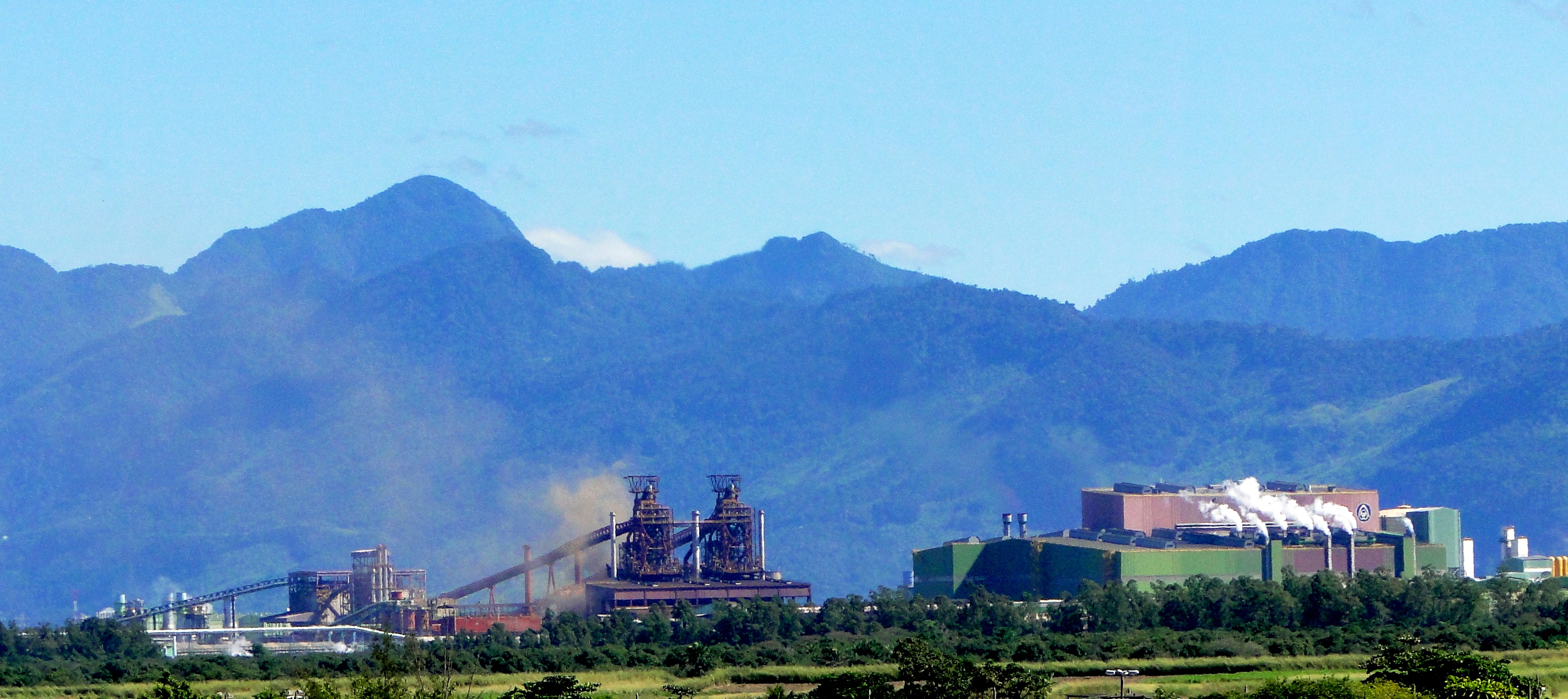
Stahlwerk bei Rio de Janeiro

ThyssenKrupp CSA Ltda (voller Name ThyssenKrupp Companhia Siderúrgica do Atlântico, auch TKCSA) war der Name eines jetzt von Ternium betriebenen integrierten Hüttenwerks in Santa Cruz im Bundesstaat Rio de Janeiro in Brasilien. 

## Lage und Beschreibung
Die Anlage liegt 60 Kilometer vom Stadtzentrum entfernt im westlichen Teil der Metropolregion Rio de Janeiro, in der Bucht von Sepetiba. Das Werk besteht aus einer Kokerei, Sinteranlage, zwei Hochöfen, einem Stahlwerk, zwei Stranggießanlagen, sowie eigenem Seehafen und Kraftwerk. Es hat eine Kapazität von 5 Mio. t/Jahr.

## Hintergrund
Das Werk wurde von September 2006 bis Juni 2010 gemeinsam von thyssenkrupp und dem brasilianischen Bergbaukonzern Vale gebaut. Es war die größte deutsche Auslandsinvestition seiner Zeit in Brasilien. In dem Werk arbeiten rund 3700 Menschen.
ThyssenKrupp beauftragte zu Projektbeginn die Unternehmensberatung McKinsey mit einer Machbarkeitsstudie, innerhalb welcher die Gesamtkosten für den Werksbau mit 1,9 Mrd. Euro kalkuliert wurden. Die Bramme Stahl sollte dieser Studie nach um 55 $/t kostengünstiger als in Deutschland produziert werden. Nach Presseberichten hat ThyssenKrupp 8 Milliarden Euro in das Vorhaben investiert. Die in dem Werk gefertigten Brammen waren 2012 ca. 170 $/t teurer als die aus deutscher Produktion. Das Werk sollte nach ursprünglichen Planungen fünfeinhalb Millionen Tonnen Stahlbrammen für den Export in die USA und nach Europa pro Jahr produzieren. 
Konstruiert wurde die Kokerei durch das chinesische Unternehmen CITIC, obgleich ThyssenKrupp mit Uhde über eine auf den Anlagenbau spezialisierte Tochtergesellschaft verfügt. Bis 2012 war das Werk durch technische Probleme jedoch noch nicht auf volle Last hochgefahren. 2015 produzierte CSA 4 Mio. t Stahl.
Ende November 2011 sei das ganze Ausmaß der Wertminderungen durch ein Gutachten offengelegt worden, sagte Gerhard Cromme auf der Hauptversammlung im Januar 2012. Beim Bau des Werks waren die prognostizierten Kosten weit übertroffen worden: es kostete bis dahin 8 Mrd. Euro. ThyssenKrupp nahm Abschreibungen in Höhe von fast 2 Milliarden Euro auf das Stahlgeschäft in Brasilien vor und wies im Geschäftsjahr 2010/2011 einen Verlust von 1,8 Milliarden Euro aus.
Ekkehard Schulz, Vorstandsvorsitzender (von 1999 bis Januar 2011) und dann Aufsichtsrat von ThyssenKrupp, welcher die Entscheidung für den Werksbau maßgeblich zu verantworten hatte, trat zum Ende des Jahres 2011 von seinem Aufsichtsratsposten zurück.
2016 übernahm ThyssenKrupp den von Vale gehaltenen Anteil von knapp 27 %. Im Februar 2017 verkaufte es das Werk für 1,5 Milliarden Euro an Ternium.

## Konflikte
Infolge des Baus kam es zu Konflikten mit der dort lebenden Bevölkerung. Seit 2007 protestierten Fischer gegen das Kraftwerk. Die Fischer der Bucht beschwerten sich über die Verschmutzung der fischreichen Küste; mehr als 8000 Familien sahen durch die Baustelle der Stahlschmelze und der Hafenanlagen ihre Lebensgrundlage gefährdet. Die Fabrikanlage CSA verstößt nach Ansicht der Anwohner und von Menschenrechtsorganisationen gegen Umwelt-, Arbeits- und Menschenrechte. Die Liste der Vorwürfe gegen den Konzern umfasst: Umweltverstöße, Verseuchung der Bucht, Bau in einem Naturschutzgebiet und illegale Rodung von Mangrovenwäldern, Verletzungen von Arbeitsbestimmungen, Umgehung von behördlich angeordneten Baustopps, Privatisierung öffentlicher Gewässer und eine Zunahme der Kohlendioxid-Emissionen der Stadt Rio de Janeiro um 76 % durch das Stahlwerk. Einer der Fischer erhielt Morddrohungen – laut seiner Aussage vom Sicherheitschef der TKCSA. Nach Aussagen von Fischern aus der Bucht von Sepetiba, die im November 2009 im Europaparlament, im Deutschen Bundestag und im Januar 2010 auf einer Aktionärsversammlung von ThyssenKrupp erfolgten, gehören Sicherheitskräfte der TKCSA zugleich bewaffneten Milizen an.
Ein hochrangiger Funktionär des brasilianischen Gewerkschafts-Dachverbandes CUT beklagte, dass Aktivisten der Gewerkschaft vom Sicherheitsdienst der TKCSA mit Waffengewalt vom Gelände vertrieben worden seien.
Obwohl die Menschenrechtskommission des Parlaments von Rio die Veröffentlichung der Daten zur Wasserqualität monatelang offiziell verlangte, verweigerte das zuständige Umweltamt des Bundesstaates Rio de Janeiro, INEA, die Herausgabe der Daten. Der Präsident des Umweltamtes beteuerte am Vorabend der Eröffnung des Stahlwerks in der Tageszeitung Globo, dass alle Umweltkompensationen von ThyssenKrupp angemessen seien. Aus einer Stellungnahme des Konzerns gegenüber dem Deutschen Bundestag vom 27. Januar 2010 geht hervor, dass das Umweltamt INEA zur Renovierung seines Dienstsitzes von ThyssenKrupp umgerechnet rund zwei Millionen Euro erhalten hatte. Die Anwohnervereinigung sah dadurch die Unabhängigkeit des Umweltamts INEA erheblich in Frage gestellt und für die Generalstaatsanwaltschaft des Bundesstaates Rio de Janeiro lag ebenfalls der Anfangsverdacht einer Interessenkollision des Umweltamtes vor.
Nach Betriebsbeginn des Stahlwerks beschwerten sich Anwohner über Luftverschmutzung, obwohl ThyssenKrupp wiederholt erklärt hatte, dass sich das Stahlwerkprojekt auf dem neuesten Stand der Technik befinde. Die Anwohner berichteten über Hustenreiz und notwendige Krankenhausbesuche. In der Nähe des Stahlwerks lebende Kinder erlitten schwere Hautverletzungen, nachdem sie beim Spielen mit chemischen Rückständen in Berührung gekommen waren. Die Werksleitung hatte die Behörden nicht über giftige Schadstoffemissionen, vor allem Schwermetalle, informiert. Im August 2010 wurde das Konsortium ThyssenKrupp/Companhia Siderúrgica do Atlântico (TKCSA) wegen Verstoßes gegen Brasiliens Umweltschutzauflagen von INEA zur Zahlung von umgerechnet 750.000 Euro, zur Reduktion der Produktion von geplanten 6000 auf 3000 Tonnen am Tag und zur Begrenzung des Schmelzens auf fünf Wochentage verurteilt.
Im Dezember 2010 erhob die Staatsanwaltschaft von Rio de Janeiro Anklage gegen die TKCSA und mehrere Verantwortliche für das Stahlwerk wegen massiver Umweltverstöße. Den Projektverantwortlichen drohen bis zu 19 Jahre Haft. Möglich sind auch Strafzahlungen, die komplette oder teilweise Schließung der Anlage sowie der zeitweise Ausschluss von Staatsaufträgen für einen Zeitraum von fünf Jahren sowie die Aberkennung von Steuererleichterungen. Laut einem Gutachten des Instituts für Geowissenschaften der Bundesuniversität Rio de Janeiro wurden die zulässigen Grenzwerte in der Umgebung des Stahlwerks bei einigen Schadstoffen um bis zu 600 % überschritten. Im Rahmen des Verfahrens wird auch gegen den Werkschutz des Unternehmens ermittelt. Die gegen das Stahlwerk protestierenden Fischer hatten seit 2008 wiederholt berichtet, dass der Werkschutz Mitglieder so genannter Mafiamilizen beschäftigt, von denen sie bedroht werden.
Die Fischer verklagten das ThyssenKrupp-Stahlwerk auf Verdienstausfälle beim Fischfang vor den Zivilgerichten in Rio de Janeiro. Die in sieben Sammelklagen zusammengeschlossenen 5763 Fischer fordern insgesamt umgerechnet 756 Millionen Euro.
Aufgrund eines Erlasses des Gouverneurs des Bundesstaates Rio de Janeiro, Sérgio Cabral, der die Entlassung von 800 Arbeitern befürchtete, konnte das Unternehmen Mitte Dezember 2010 den zweiten Hochofen hochfahren. Infolge wurden die Häuser der Bewohner in unmittelbarer Nachbarschaft des Stahlwerkgeländes mit einer aus Metalloxiden bestehenden Staubschicht bedeckt. Eine Anwohnerin berichtete, dass nach dem Hochfahren des zweiten Hochofens die Staubbelastung so schlimm wie nie war. Daraufhin setzte das Umweltamt INEA der Konzernleitung eine Frist von 30 Tagen, um zu einer „definitiven“ Lösung des Problems zu kommen.
Laut dem Bundesstaatsanwalt in Rio de Janeiro, Daniel Pereira, habe sich ThyssenKrupp bei der Standortentscheidung für das Stahlwerk im Stadtteil Santa Cruz nicht an den vorgeschriebenen Mindestabstand von 1500 Metern zu den nächsten Wohnhäusern gehalten.
Eine im Oktober 2011 vorgestellte Analyse der dem Gesundheitsministerium unterstellten Stiftung Fundação Oswaldo Cruz (FIOCRUZ) ergab, dass in dem Staub, den das Stahlwerk in die Umgebung emittiert, sich auch giftige Schwermetalle finden und nicht, wie von ThyssenKrupp wiederholt behauptet, „nur Graphit“, sondern auch „Eisen, Kalzium, Mangan, Silizium, Schwefel, Aluminium, Zinn, Titan, Zink und Kadmium“. TKCSA reagierte mit einer Zivilklage gegen die drei Wissenschaftler der FIOCRUZ und einer Uniklinik wegen „immaterieller Schäden und anderer“.